# Ruisseau Coucoucache
Le ruisseau Coucoucache est un cours d'eau qui coule du nord vers le sud, dans le territoire de la rive ouest de la rivière Saint-Maurice de la ville de La Tuque, en Mauricie, au Québec, au Canada. Le ruisseau fait partie d'une ancienne route de portage permettant d'éviter de nombreux rapides de la rivière Saint-Maurice qui a été utilisé par les Attikameks et voyageurs.

## Histoire
En 1851, le gouvernement a promulgué l'attribution de 230000 acres de terrain pour constituer une réserve à l'usage et au profit des tribus indiennes résidant dans le Bas-Canada. Deux ans plus tard, ces terres ont été réparties entre les Atikamekw, Algonquins, Abénaquis, par John Rolph, commissaire des terres de la Couronne. Le 9 août 1853, les réserves, y compris Coucoucache, ont été approuvés par le gouverneur général en conseil. En 1895, la réserve originale Coucoucache a été arpentée et couvert 380 hectares (1,54 km2).
Le ruisseau Coucoucache est située sur un chemin de portage important permettant aux Autocthones d'éviter les nombreux rapides et chutes sur la rivière Saint-Maurice. Sur le ruisseau Coucoucache même, on retrouve cinq portages. Trois sont nommés d'après leur longueur. Les deux autres sont nommés les portages Shewanahegan et Coucoucache. De l'embouchure sur la rivière Vermillon, on pouvait rejoindre le Saint-Maurice par deux routes, soit par la rivière aux Rats ou la rivière Vermillon. 

## Toponymie
Dans leurs mœurs, les autochtones désignaient souvent des lieux en se référant aux animaux sauvages. Une légende amérindienne rapporte qu'un combat a eu lieu à ce lac entre les Atikamekw et les Iroquois. Au cri de ralliement, imitant le cri de la chouette, les Atikamekw ont surgi soudainement sur les Iroquois et les ont massacrés.
Le toponyme ruisseau Coucoucache a été inscrit le 5 décembre 1968 à la Banque des noms de lieux du Québec, de la Commission de toponymie du Québec.
Coucoucache viendrait du terme kôkôkachi signifiant hibou »,.
- Centrale des Rapides-des-Cœurs